# 天野秀延
天野 秀延（あまの ひでのぶ、1905年 - 1982年）は、日本の音楽研究家。
福島県相馬郡小高町（現・南相馬市小高区）出身。相馬中学校卒、関西学院大学文学部英文科卒。卒業後帰郷し農業に従事。1940年から1945年にかけて福浦村の村長を務め、恩師の豊田君仙子を助役に迎えた。イタリア音楽の研究家であり、1960年『現代イタリア音楽』で芸術選奨文部大臣賞受賞。小高町の町民歌や浜通り地方の学校の校歌を作曲しており、各地方の小中学校の音楽指導も行っていた。郡山女子短期大学教授。

## 編著書
- 『フランチエスコ・マリピエロとクロード・ドビユツシイ』編 天野宝室堂 1927
- 『レスピーギ』現代世界音楽家叢書 普及書房 1933
- 『マリピエロ』現代世界音楽家叢書 普及書房 1933
- 『現代伊太利亜音楽』アオイ書房 1939
- 『現代イタリア音楽』音楽之友社 1960

## 論文
- <天野秀延